# Luís Antônio
Luís Antônio este un oraș în São Paulo (SP), Brazilia.